# Tetragnatha chauliodus
Tetragnatha chauliodus là một loài nhện trong họ Tetragnathidae.
Loài này thuộc chi Tetragnatha. Tetragnatha chauliodus được miêu tả năm 1890 bởi Thorell.

## Hình ảnh

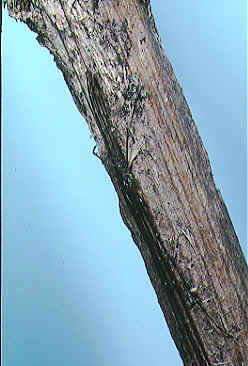
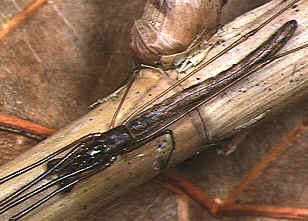
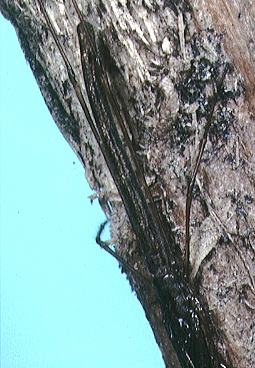